# Vyžuonų šilas
Vyžuonų šilas este o arie protejată (arie specială de conservare — SAC, sit de importanță comunitară — SCI) din Lituania întinsă pe o suprafață de 6,8 ha, integral pe uscat.

## Localizare
Centrul sitului Vyžuonų šilas este situat la coordonatele 55°35′30″N 25°31′59″E / 55.5917°N 25.5331°E.

## Înființare
Situl Vyžuonų šilas a fost declarat sit de importanță comunitară în martie 2009 pentru a proteja 2 specii de plante și 1 specie de animale. Situl a fost protejat și ca arie specială de conservare în decembrie 2018.

## Biodiversitate
Situată în ecoregiunea boreală, aria protejată conține 4 habitate naturale: Mlaștini turboase de tranziție și turbării mișcătoare, Mlaștini alcaline, Păduri caducifoliate de mlaștină fino-scandinave, Mlaștini împădurite.
La baza desemnării sitului se află mai multe specii protejate:
- plante (2): moșișoare (Liparis loeselii), ochii-șoricelului (Saxifraga hirculus)
- nevertebrate (1): fluturele purpuriu (Lycaena dispar)

Pe lângă speciile protejate, pe teritoriul sitului au mai fost identificate 7 specii de plante, 1 specie de nevertebrate, 1 specie de pești.